# Ederdammen
Ederdammen  är en fördämning belägen i Tyskland cirka 15 kilometer sydost om staden Korbach i nordvästra Hessen.
Dammbyggnaden har vid grunden en längd av 270 meter, vid murkronan en längd av 400 meter samt en höjd av upp till 48 meter.
Innan dammbyggnaden påbörjades under året 1909 skapades året 1908 en järnvägslinje till platsen. Efter fem år byggtid fastslogs datumet för den officiella invigningen till 15 augusti 1914. Den ägde rum utan festligheter på grund av Första världskrigets början den 1 augusti 1914. Efter kriget genomförde kejsare Vilhelm II den 24 augusti 1918 ett besök av den färdiga dammbyggnaden.
Den blev senare känd för att ha blivit förstörd i det omskrivna bombanfallet Operation Chastise 17 maj 1943, utfört av RAF:s 617:e bombflottilj med Wing commander (ung. överstelöjtnant) Guy Gibson i spetsen.
Operation Chastise har med titeln The Dam Busters filmats 1955 med Richard Todd som Guy Gibson. Filmen behandlar anfallen mot de tyska dammarna vid Möhne, Sorpe, Eder och Ennepe.